# 慈云庵
慈云庵，位于山西省忻州市代县上馆镇东南街村，已列为代县文物保护单位。

## 历史
慈云庵建于明天启元年（1621）。

## 建筑
慈云庵现存正殿，面阔、进深均为三间，供奉释迦牟尼、文殊、普贤“三圣”坐像，现存壁画17平方米，均系明代原作。

## 保护
1984年，慈云庵公布为第一批代县文物保护单位，属于古建筑类。